# Balloon Array for Radiation-belt Relativistic Electron Losses

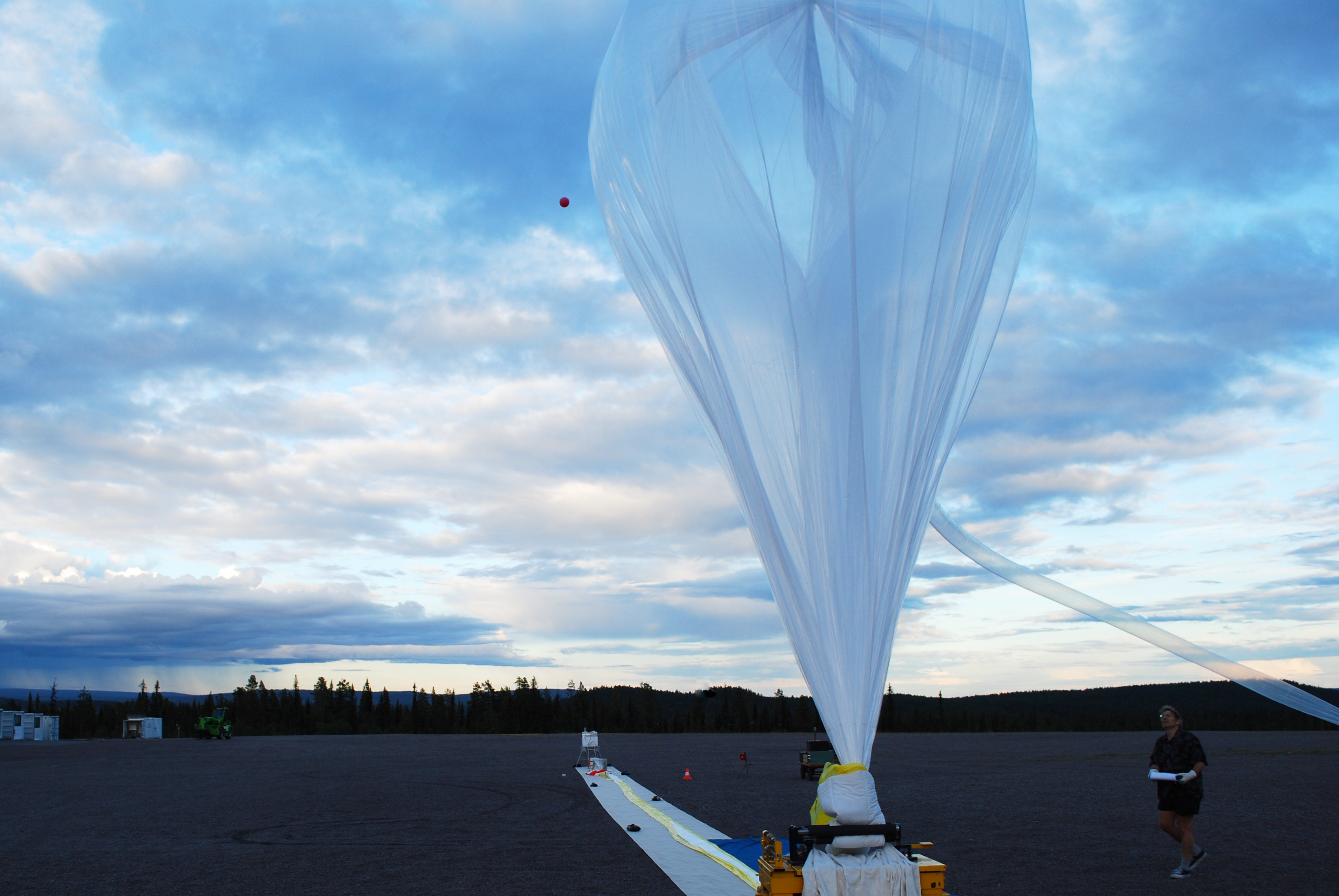
La preparazione del quarto pallone lanciato dal centro di ricerca Esrange, vicino a Kiruna, in Svezia, il 21 agosto 2016.

Il Balloon Array for Radiation-belt Relativistic Electron Losses (BARREL) è stata una missione facente parte del Programma Living With a Star della NASA. La missione è stata portata avanti da un team di ricercatori di varie università coordinato dal Dartmouth College e operava assieme alla missione Van Allen Probes (precedentemente conosciuta come missione Radiation Belt Storm Probes).

## Svolgimento
Dopo una serie di fasi di test iniziate nel dicembre 2008, la missione ha avuto il suo vero e proprio inizio nei primi mesi del 2013. Nel procedere della missione sono state lanciate quattro serie di palloni stratosferici del diametro di 27 m in quattro diverse campagne scientifiche: nei periodi gennaio - febbraio 2013 e dicembre 2013 - febbraio 2014 in Antartide e nel mese di agosto del 2015 e del 2016 in Svezia.

## Obbiettivi scientifici
Lo scopo della missione BARREL era quello di studiare le fasce di Van Allen e di indagare i motivi per cui la loro estensione vari nel tempo, per questo ogni pallone lanciato trasportava strumenti atti a identificare e analizzare le particelle provenienti dalle suddette fasce che cadevano nell'atmosfera terrestre. Confrontando i dati ottenuti con quelli raccolti dai satelliti della missione Van Allen Probes, orbitanti all'interno delle fasce, è stato possibile correlare le osservazioni svolte nelle fasce di Van Allen con il numero di particelle eiettate, valutando anche sia l'estensione che la struttura spaziale di tale precipitazione. Tali studi saranno utili a confermare o confutare le varie teorie proposte circa le cause della perdita di elettroni delle fasce di Vallen.

## Organizzazione
Il responsabile del progetto è il professor Robyn Millan, del Dartmouth College. Del gruppo di ricerca coordinato dal professor Millan facevano parte scienziati dell'Università di Washington, della U. C. Berkeley e della U. C. Santa Cruz. Il supporto per le campagne in Antartide è stato invece fornito dalla National Science Foundation, dal British Antarctic Survey e dal Programma Antartico del Sudafrica.